# Sergej Kuznecov (calciatore 1986)
Sergej Gennad'evič Kuznecov (in russo Сергей Геннадьевич Кузнецов?; Orël, 7 maggio 1986) è un ex calciatore russo, di ruolo centrocampista.

## Carriera

### Club
Ha giocato nella massima serie russa.